# Championnats de Madagascar de cyclisme sur route
Les championnats de Madagascar de cyclisme sur route sont les championnats nationaux de cyclisme sur route organisés par la Fédération de Madagascar de cyclisme.

## Hommes

### Podiums de la course en ligne
Jean-Claude Relaha a été champion de Madagascar à dix reprises.
| Année     | Vainqueur                          | Deuxième                           | Troisième                          |
| --------- | ---------------------------------- | ---------------------------------- | ---------------------------------- |
| 2007      | Hugues Sam Thi Keong               | Herizo Rabemananjara               | Jean de Dieu Rakotondrasoa         |
| 2008      | Fiandraza Bayard                   | Jean de Dieu Rakotondrasoa         | Stéphane Lacas                     |
| 2009      | Jean de Dieu Rakotondrasoa         | Hasinavalona Razafindrakoto        |                                    |
| 2010      | Pas organisé ou résultats inconnus | Pas organisé ou résultats inconnus | Pas organisé ou résultats inconnus |
| 2011      | Jean de Dieu Rakotondrasoa         | Célestin Rakotoasimbola            | Bruno Randrianarimanana            |
| 2012      | Jean de Dieu Rakotondrasoa         | Julien Rakotoarivony               | Célestin Rafanomezanjanahary       |
| 2013      | Nambinintsoa Randrianantenaina     | Émile Randrianantenaina            | Célestin Rakotoasimbola            |
| 2014      | Zouzou Andriafenomananiaina        | Roger Randrianambinina             | Célestin Rakotoasimbola            |
| 2015      | Hasina Rakotonirina                |                                    |                                    |
| 2016      | Hasina Rakotonirina                | Célestin Rakotoasimbola            | Bruno Randrianarimanana            |
| 2017      | Julien Rakotoarivony               | Émile Randrianantenaina            | Jean Marc Rakotonirina             |
| 2018      | Jean de Dieu Rakotondrasoa         | Émile Randrianantenaina            | Hasina Rakotonirina                |
| 2019      | Dino Mohamed Houlder               | Joharivelo Andrianjaka             |                                    |
| 2020-2022 | Pas organisé ou résultats inconnus | Pas organisé ou résultats inconnus | Pas organisé ou résultats inconnus |
| 2023      | Jean de Dieu Rakotondrasoa         | Sanda Randriamaharitra             | Dino Mohamed Houlder               |

### Podiums du contre-la-montre
| Année | Vainqueur                          | Deuxième                           | Troisième                          |
| ----- | ---------------------------------- | ---------------------------------- | ---------------------------------- |
| 2007  | Herizo Andriamihaja                | Jean de Dieu Rakotondrasoa         | David Solofoson                    |
| 2008  | Dadid Solofoson                    | Fiandraza Bayard                   |                                    |
| 2009  | Jean de Dieu Rakotondrasoa         | Célestin Rakotoasimbola            | Petera                             |
| 2010  | Pas organisé ou résultats inconnus | Pas organisé ou résultats inconnus | Pas organisé ou résultats inconnus |
| 2011  | Jaoherivelo Adrianjaka             | Herizo Andriamihaja                | Hajatiana Rakatoniaina             |
| 2012  | Jean de Dieu Rakotondrasoa         |                                    |                                    |
| 2013  | David Solofoson                    | Stéphane Lacas                     | Bruno Randrianarimanana            |
| 2014  | Stéphane Lacas                     | Jean de Dieu Rakotondrasoa         | Zouzou Andriafenomananiaina        |
| 2015  | Pas organisé ou résultats inconnus | Pas organisé ou résultats inconnus | Pas organisé ou résultats inconnus |
| 2016  | Stéphane Lacas                     | Hasina Rakotonirina                | Célestin Rakotoasimbola            |
| 2017  | Jean Marc Rakotonirina             | Émile Randrianantenaina            | Jean de Dieu Rakotondrasoa         |
| 2018  | Jean Marc Rakotonirina             | Jean de Dieu Rakotondrasoa         | Mazoni Rakotoarivony               |